# Johan Frederik Classen

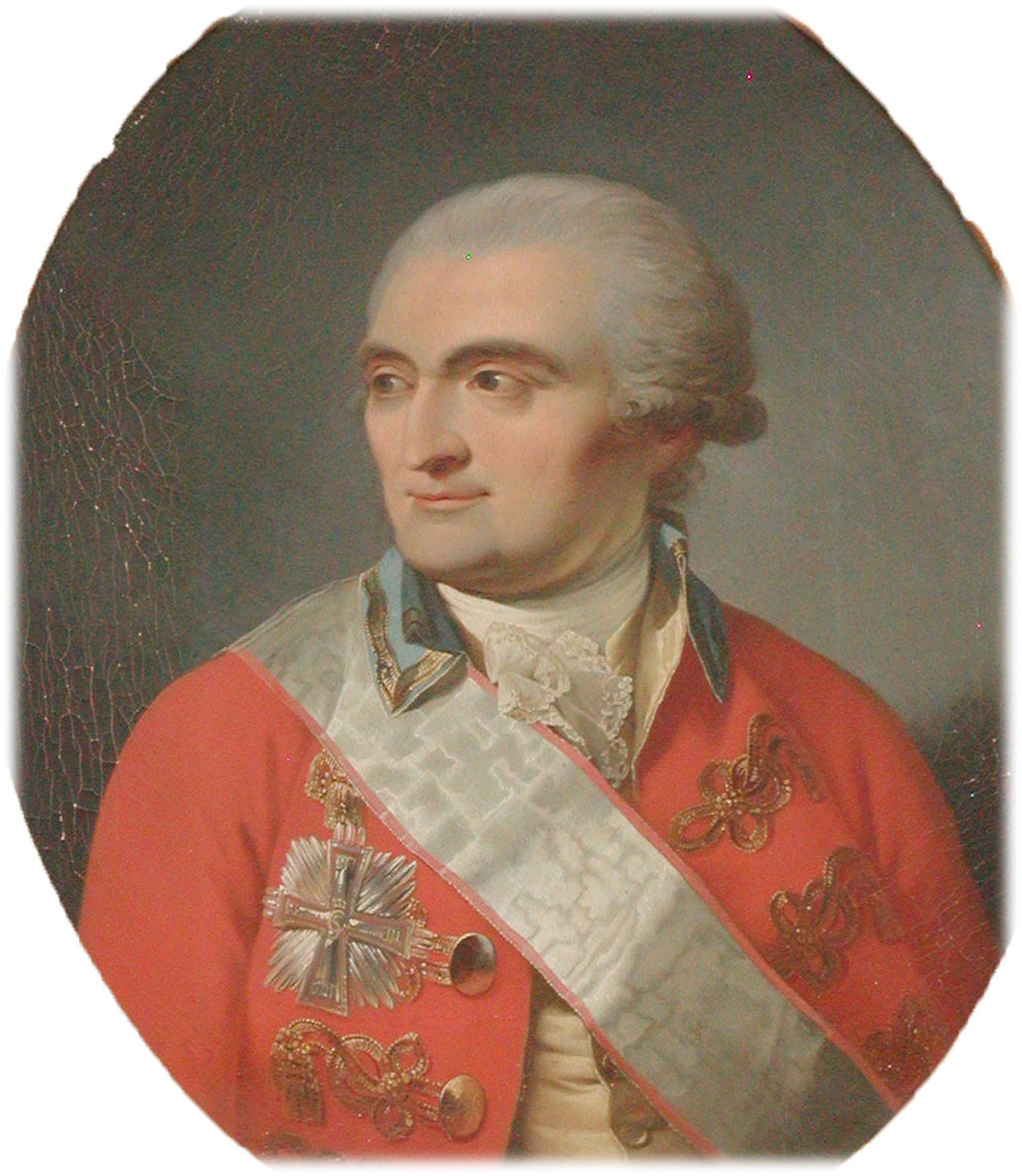
Johan Frederik Classen

Johan Frederik Classen (ur. 11 lutego 1725 w Cristiania (dziś Oslo), zm. 24 marca 1792 w Arresødal) – duński przedsiębiorca i przemysłowiec.
Od lat sześćdziesiątych zajmował się produkcją broni dla armii duńskiej, w tym przede wszystkim nowoczesnych moździerzy.